# Рязанский, Валерий Владимирович
Вале́рий Влади́мирович Ряза́нский (род. 4 декабря 1950) — российский политический деятель. Депутат Государственной думы третьего (1999—2003), четвёртого (2003—2007) и пятого созывов (2007—2011), первый заместитель руководителя фракции «Единая Россия». Глава внутрифракционной депутатской группы фракции «Единая Россия». Первый заместитель председателя Комитета Совета Федерации по социальной политике. Основатель Партии пенсионеров России. Член Высшего совета партии «Единая Россия». Научный руководитель Московского государственного гуманитарно-экономического университета (с 12.02.2024 ФГБОУ ИВО "Российский государственный университет социальных технологий").

## Биография
Родился 4 декабря 1950 года на станции Манихино Истринского района Московской области в семье рабочего-железнодорожника. В 1968 году окончил среднюю школу с золотой медалью.
В 1974 году окончил Московский авиационный институт по специальности «инженер-электромеханик по авиационному приборостроению». В 1974—1976 годах работал инженером в Научно-исследовательском институте приборостроения. С 1976 года работал в Московском авиационном институте на должностях директора студенческого городка, главного механика, главного инженера.
С 1987 года работал главным инженером в туристическо-гостиничном комплексе «Измайлово». В 1990 году общим собранием акционеров избран генеральным директором комплекса, позднее неоднократно переизбирался.
В 1999 году избран депутатом Государственной думы 3-го созыва по одномандатному Перовскому округу № 198 Москвы. В 2003 году избран депутатом Государственной думы 4-го созыва. Работал в Комитете по труду и социальной политике, в Комитете по промышленности, строительству и наукоёмким технологиям.
В 2007 году избран депутатом Государственной думы 5-го созыва по списку «Единой России» (Курская региональная группа). Заместитель секретаря президиума генерального совета и член бюро высшего совета партии «Единая Россия». Возглавляет внутрифракционную депутатскую группу фракции «Единая Россия», первый заместитель руководителя фракции «Единая Россия», член комитета по образованию.
С 9 октября 2008 года является председателем общероссийской общественной организации «Союз пенсионеров России».
В мае 2011 года был среди членов Координационного совета Общероссийского народного фронта.
С июня 2011 года — представитель в Совете Федерации от законодательного органа власти Курской области. С 25 ноября 2011 года — Председатель Комитета Совета Федерации по социальной политике.
Освободившийся мандат депутата госдумы 20 июля 2011 года перешёл Ольге Бобровской.
В 2012 году основал Партию пенсионеров России, которую возглавило руководство возглавляемое им «Союза пенсионеров России».
В 2016 году один из инициаторов ограничения права пожилых людей на медицинскую помощь.
В 2017 году предложил запретить самозанятым гражданам России выезд из страны.
13 марта 2018 года Рязанский заверил россиян в отсутствии у органов верховной власти и у президента В. В. Путина планов повысить пенсионный возраст. Он подчеркнул, что «в соответствии со Стратегией пенсионного развития РФ пенсионный возраст в России не должен меняться до 2030 года», а «экономическая эффективность от повышения пенсионного возраста ничтожна». Эти слова прозвучали за пять дней до президентских выборов, по итогам которых Путин сохранил пост за собой. Когда спустя всего три месяца, 14 июня, появился законопроект о повышении пенсионного возраста, Рязанский сказал, что Совфед поддержит предложенную правительством реформу, которую оценил как «своевременную». 2 октября возглавляемый им социальный комитет рекомендовал Совфеду одобрить реформу.
30 января 2020 года освобождён от должности председателя комитета Совфеда по социальной политике и назначен первым заместителем председателя того же комитета.
В октябре 2021 года сенатор Рязанский предложил пенсионерам, которые жалуются на нехватку денег на еду, пойти подрабатывать: «Если есть силы и возможности, то следует где-то подрабатывать. Чудес никаких не бывает».

## Награды и звания
- Орден «За заслуги перед Отечеством» III степени (2018).
- Орден «За заслуги перед Отечеством» IV степени (2007).
- Орден Почёта (2003).
- Орден Дружбы (2014).
- Медаль «За доблестный труд».
- Медаль «В память 850-летия Москвы».
- Медаль «Ветеран труда».
- Почётная грамота Президента Российской Федерации (2011)[17].
- Почётная грамота Правительства Российской Федерации (7 августа 1997) — за большой личный вклад в подготовку и проведение Спартакиады трудящихся Российской Федерации 1996-1997 годов "За физическое и нравственное здоровье нации"
- Почётная грамота правительства Российской Федерации (4 декабря 2008) — за заслуги в законотворческой деятельности, развитии парламентаризма и в связи с 15-летием принятия Конституции Российской Федерации[18]
- Благодарность Правительства Российской Федерации (4 февраля 2011) — за заслуги в законотворческой деятельности и многолетнюю добросовестную работу[19].
- Золотая медаль «За заслуги» Республики Сербия (2015, Сербия)[20].
- Юбилейная медаль «МПА СНГ. 25 лет» (13 октября 2017) — за заслуги в деле развития и укрепления парламентаризма, за вклад в развитие и совершенствование правовых основ функционирования Содружества Независимых Государств, укрепление международных связей и межпарламентского сотрудничества[21].